# Tell Me Why (jeu vidéo)
Pour les articles homonymes, voir Tell Me Why.
Tell Me Why (litt. « Dis-moi pourquoi ») est un jeu vidéo épisodique d'aventure narrative développé par Dontnod Entertainment et supervisé et édité par Xbox Game Studios. Il est annoncé le 14 novembre 2019 lors de la conférence annuelle X019 organisée à Londres. Le premier chapitre est sorti le 27 août 2020 et les deux autres sont sortis début septembre. Il est disponible dans le catalogue de jeux du Xbox Game Pass sur Xbox One et PC.

## Trame
Tell Me Why plonge le joueur à Delos Crossing, une petite bourgade fictive d'Alaska. C'est l'histoire de Tyler et Alyson Ronan, des jumeaux connectés à l'histoire complexe et intime : les souvenirs d'enfance, les troubles, la transidentité de Tyler.

## Système de jeu
Il s'agit d'un jeu narratif à la Life is Strange. Comme dans tous les jeux Dontnod, les choix auront des conséquences.

## Doublage
À la sortie du jeu, seules les voix anglaises sont disponibles, mais un doublage français est enregistré et mis à jour le 30 octobre 2020, malgré un retard causé par la pandémie de COVID-19. Dontnod annonce également une mise à jour comprenant les doublages en allemand, espagnol et portugais.

### Doublage anglais original
Sauf indication contraire, les informations mentionnées dans cette section peuvent être confirmées par la base de données cinématographiques IMDb,  présente dans la section « Liens externes ».
- August Aiden Black : Tyler Ronan
- Erica Lindbeck : Alyson Ronan
- Grace Kaufman : Tyler jeune
- Gianna Ernst : Alyson jeune
- Emily O'Brien : Mary-Ann Ronan
- Martin Sensmeier : Chief Eddy
- Forrest Goodluck : Michael Abila / Officer Holt
- Neil Kaplan : Tom Vecchi / Alexander Kershwin
- Melody Butiu : Tessa Vecchi
- Dave B. Mitchell : Sam Kansky / Officer Greggs
- Cynthia McWilliams : Officer Wilson / Kendra Harris-Guidry
- Krizia Bajos : Tina West / Dr. Helena Torrez

### Doublage français
- Sohan Pague : Tyler Ronan
- Julia Boutteville : Alyson Ronan
- Clara Soares : Ollie Ronan
- Emmylou Homs : Alyson Ronan (jeune)
- Hélène Bizot : Mary-Ann Ronan
- Stéphane Fourreau : Eddy Brown
- Erwan Tostain : Michael Abila
- Arnaud Arbessier : Tom Vecchi
- Marie Gamory : Tessa Vecchi
- Frédéric Souterelle : Sam Kansky
- Pascal Casanova : Alexander Gershwin
- Cédric Dumond : L’agent J. Greggs
- Philippe Bozo : L'agent Holt
- Camille Lamache : L'agent Denise Wilson / Kendra Harris-Guidry
- Véronique Desmadryl : Tina West / Simone Proulx, la travailleuse sociale
- Ethel Houbiers : Dr. Helena Torrez

## Accueil
Tell me why remporte le prix du meilleur personnage LGBT aux Gayming Awards, une cérémonie organisée pour récompenser les œuvres, médias et personnalités pour leur rôle dans la représentation de la communauté LGBT.